# Haley Barbour
Haley Reeves Barbour (Yazoo City, Misisipi, 22 de octubre de 1947) es un abogado y político estadounidense.

## Biografía
Trabajó como abogado; debió hacer frente al caso Vioxx. 
Fue presidente del Comité Nacional Republicano entre 1993 y 1997, época en la cual los republicanos recuperaron el control de ambas cámaras del Congreso de los Estados Unidos por primera vez desde 1954.
Fue elegido Gobernador del Estado de Misisipi el 5 de agosto de 2003. En agosto de 2005, Barbour ganó trascendencia como consecuencia de su actuación durante la crisis del huracán Katrina. Barbour fue reelecto como Gobernador en 2007.
A raíz de la derrota de Mitt Romney en las elecciones de 2012, Barbour se inclina por una revisión y recambio en el Partido Republicano.